# 克諾珀斯法令
克諾珀斯法令是三種字體的三語銘文，其歷史可以追溯到托勒密時期的古埃及。它以三種書寫系統書寫：埃及象形文字、世俗體、和通用希臘文，寫在幾塊古埃及紀念碑或石碑上。銘文記錄了在 埃及克諾珀斯舉行的一次大型祭司集會，日期是阿佩拉奧斯（Appellaios）7日（Mac.）= 17 Tybi（例如）托勒密三世第 9 年 = 西元前 238 年 3 月 7 日星期四（預想的儒略曆）。他們的法令尊重法老 托勒密三世；貝倫妮絲女王，他的妻子；和貝倫妮絲公主。

## 該法令的古老副本
在1866年，卡尔·理查德·莱普修斯在塔尼斯發現了該法令的第一份副本（此副本最初被稱為「Şân Stele」）。1881 年，加斯頓·馬伯樂在尼羅河三角洲西部的Kom el-Hisn發現了另一份副本。又發現了其他一些零碎的副本。
在2004年3月，在布巴斯提斯挖掘時，德國 –埃及的「Tell Basta 專案」考古學家發現了另一份保存完好的法令副本。

## 破譯象形文字的重要性
這是「羅塞塔石碑系列」的三語銘文系列中第二早的銘文，也被稱為托勒密法令。與羅塞塔石碑相比，克諾珀斯石碑擁有更多不同的象形文字，事實證明，克諾珀斯石碑在破譯它們方面至關重要。這樣的法令有四項： 
1. 西元前243年的亞歷山大法令；
2. 西元前238年托勒密三世的克諾珀斯法令；
3. 西元前218年托勒密四世的拉菲亞法令（英语：Raphia Decree）；
4. 西元前196年，由托勒密五世署名的羅塞塔石碑法令（英语：Rosetta Stone decree）（其最著名的副本是 羅塞塔石碑）

## 銘文內容
銘文涉及軍事行動、饑荒救濟、埃及宗教和托勒密王國的政府組織等主題。它提到了國王對寺廟的捐款。他在馬其頓-埃及世界取得了巨大的成功，對阿匹斯和姆奈維斯信仰，以及被坎比塞斯帶走的神像的回歸。它讚美了國王在平息埃及土著叛亂方面的成功，這些行動被稱為「維護和平」。它提醒讀者，在洪水氾濫的一年裡，政府匯繳了稅款並從國外進口了糧食。它開啟了一個每年365又1/4天的太陽曆（古代世界最準確的）。它宣佈已故的貝雷尼凱公主為女神，併為她創造了一有女人、男人、儀式和特殊的「麵包蛋糕」信仰。最後，他命令將法令刻在象形文字和希臘語的石頭或青銅上，並在寺廟中公開展示。
克諾普斯法令證明了赫拉克利翁古城的存在，該城現在已經被淹沒，直到最近才被挖掘出來。該法令在其希臘版本中告知，在國王托勒密一世統治期間，在赫拉克利翁城舉行了一次祭司會議。

## 曆法改革
民用的埃及曆法一年有365天：十二個月，每個月三十天，外加五埃帕戈梅納爾日。根據改革，"開啟新年"的儀式所包括為期五天的埃帕戈梅納爾日，每四年將增加第六日。給出的原因是「每4年，天狼星的上升會提前一天」，因此將年初與天狼星的偕日升聯繫起來，可以使民用曆與季節同步。
但托勒密的曆法改革失敗了，最終於西元前26或25年才由奧古斯都在埃及正式實施，現在被稱為亞歷山大曆，西元前22年8月29日首次出現第六個埃帕戈梅納爾日。西元前45年，尤利烏斯·凱撒大帝在羅馬實施了一年365+1⁄4天的曆法，成為儒略曆的一部分。

## 圖集

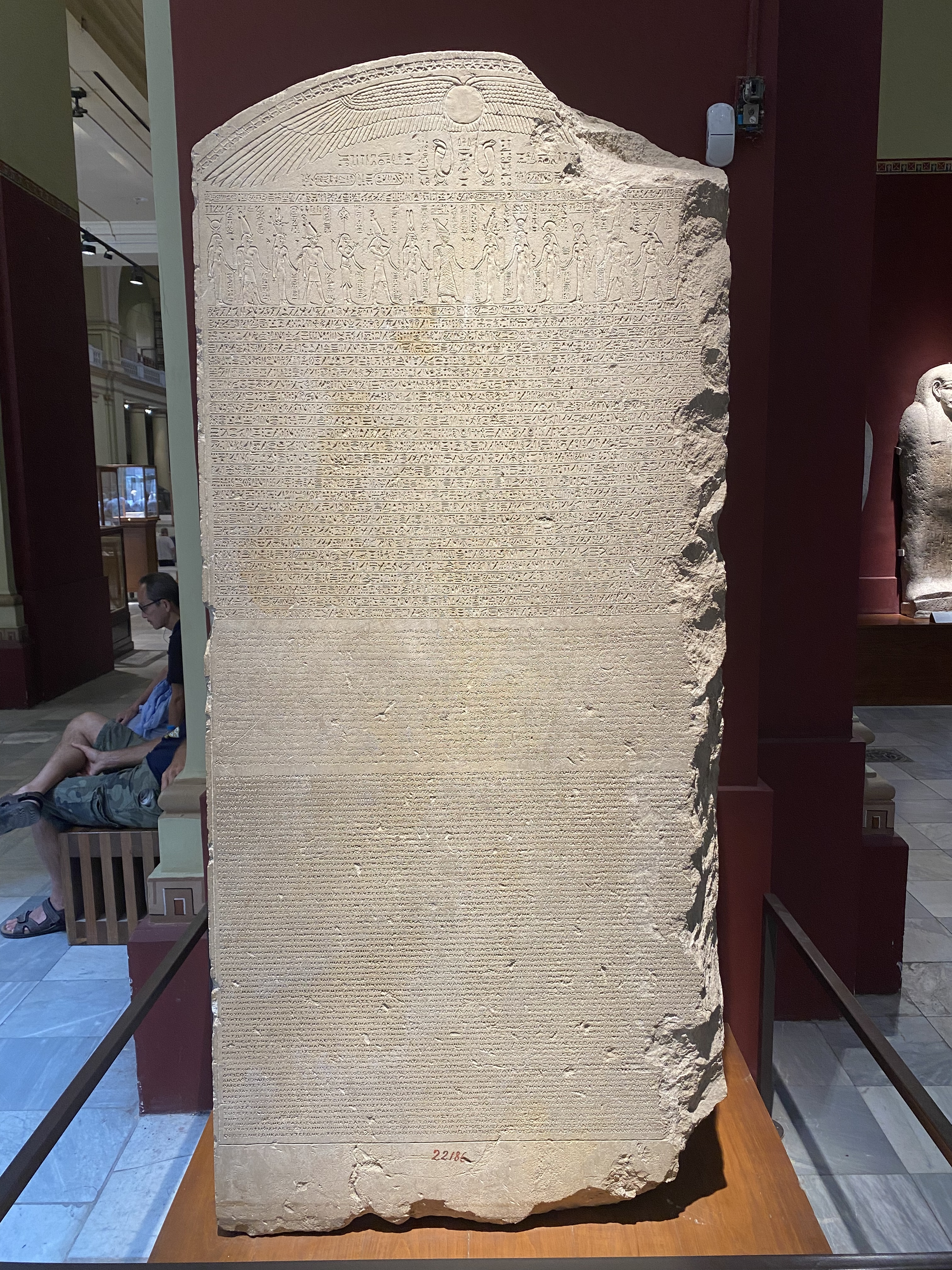
在埃及開羅的埃及博物館展出的克諾珀斯法令。
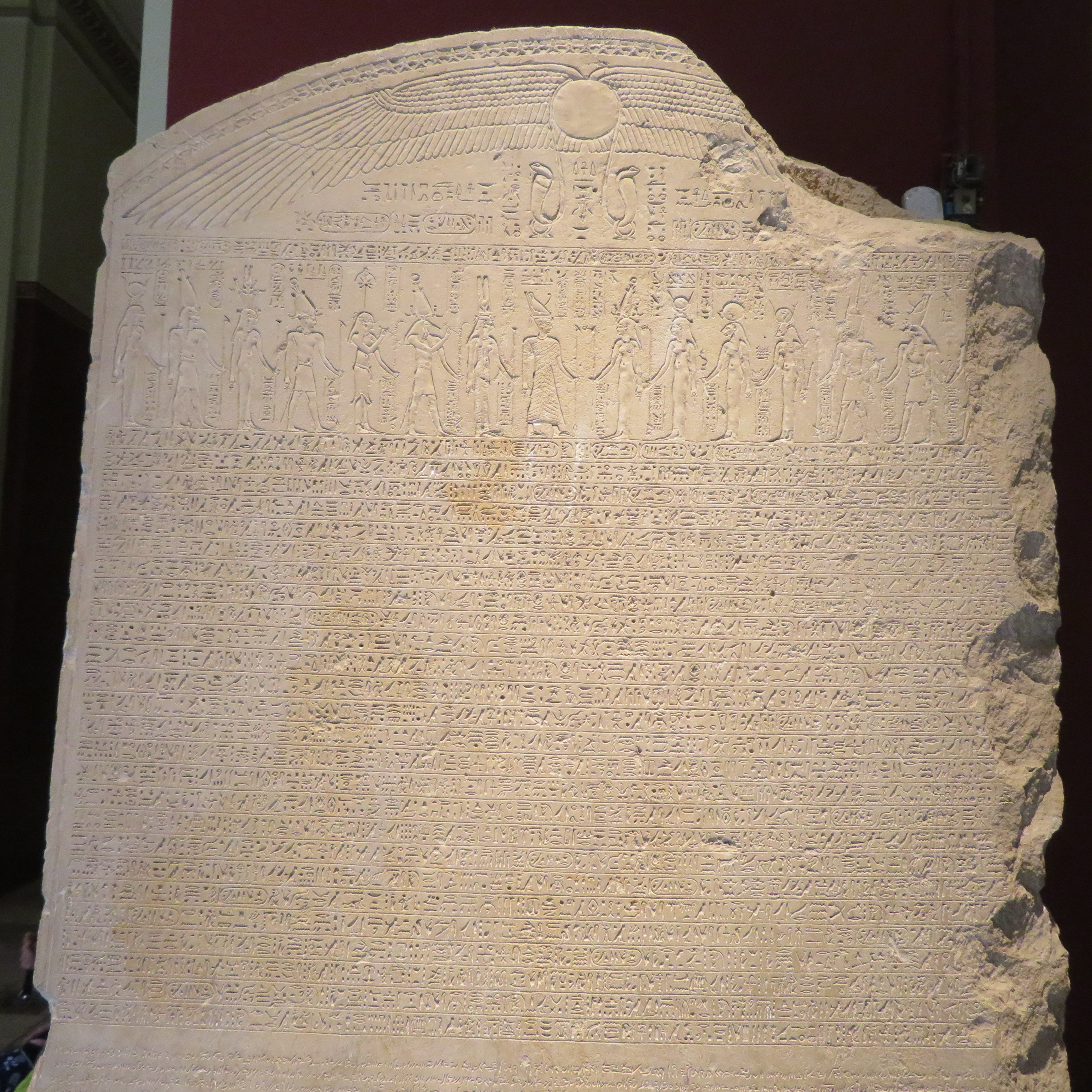
在埃及開羅的埃及博物館展出的克諾珀斯法令上半部分，
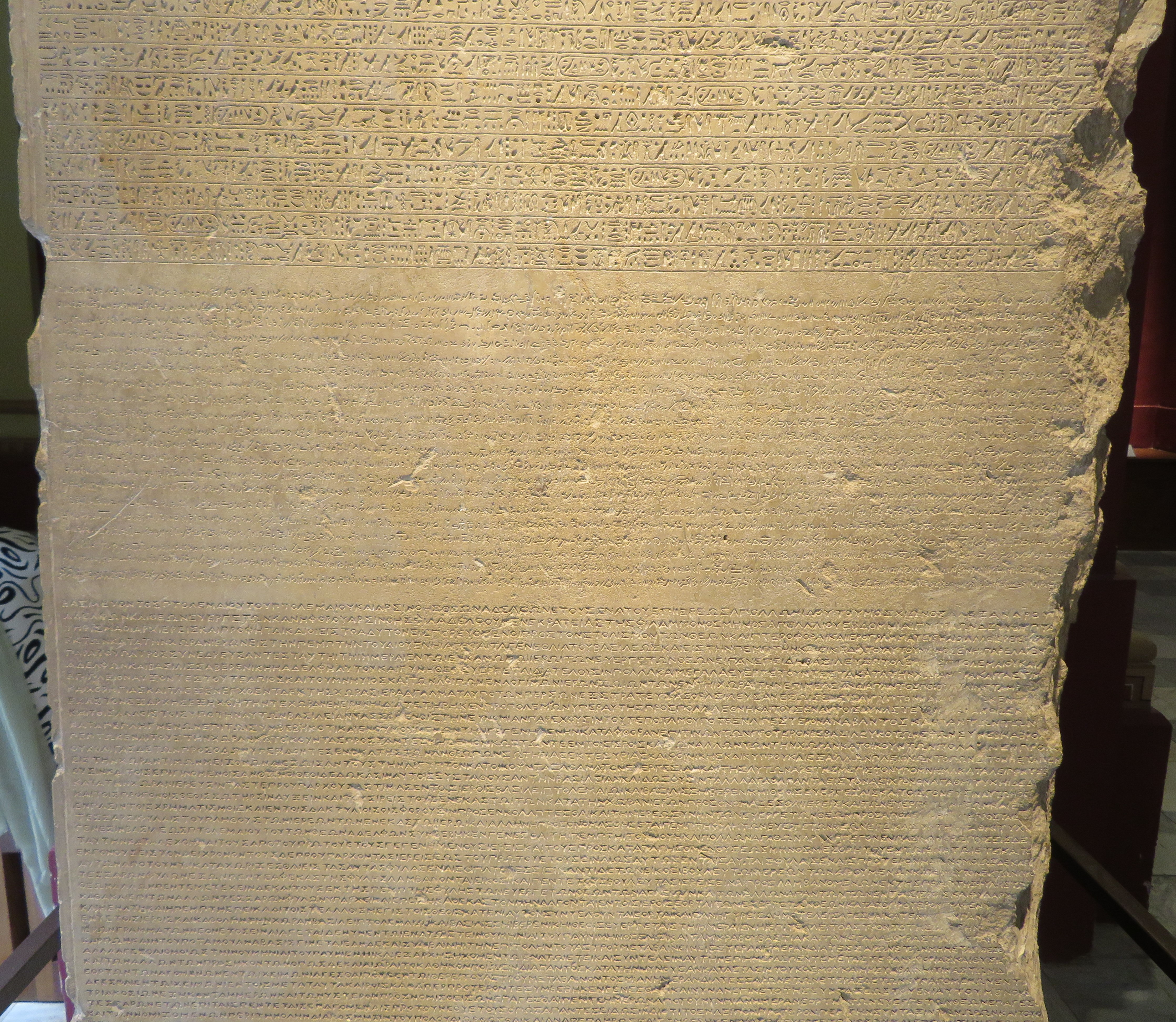
在埃及開羅的埃及博物館展出的克諾珀斯法令的中間部分，
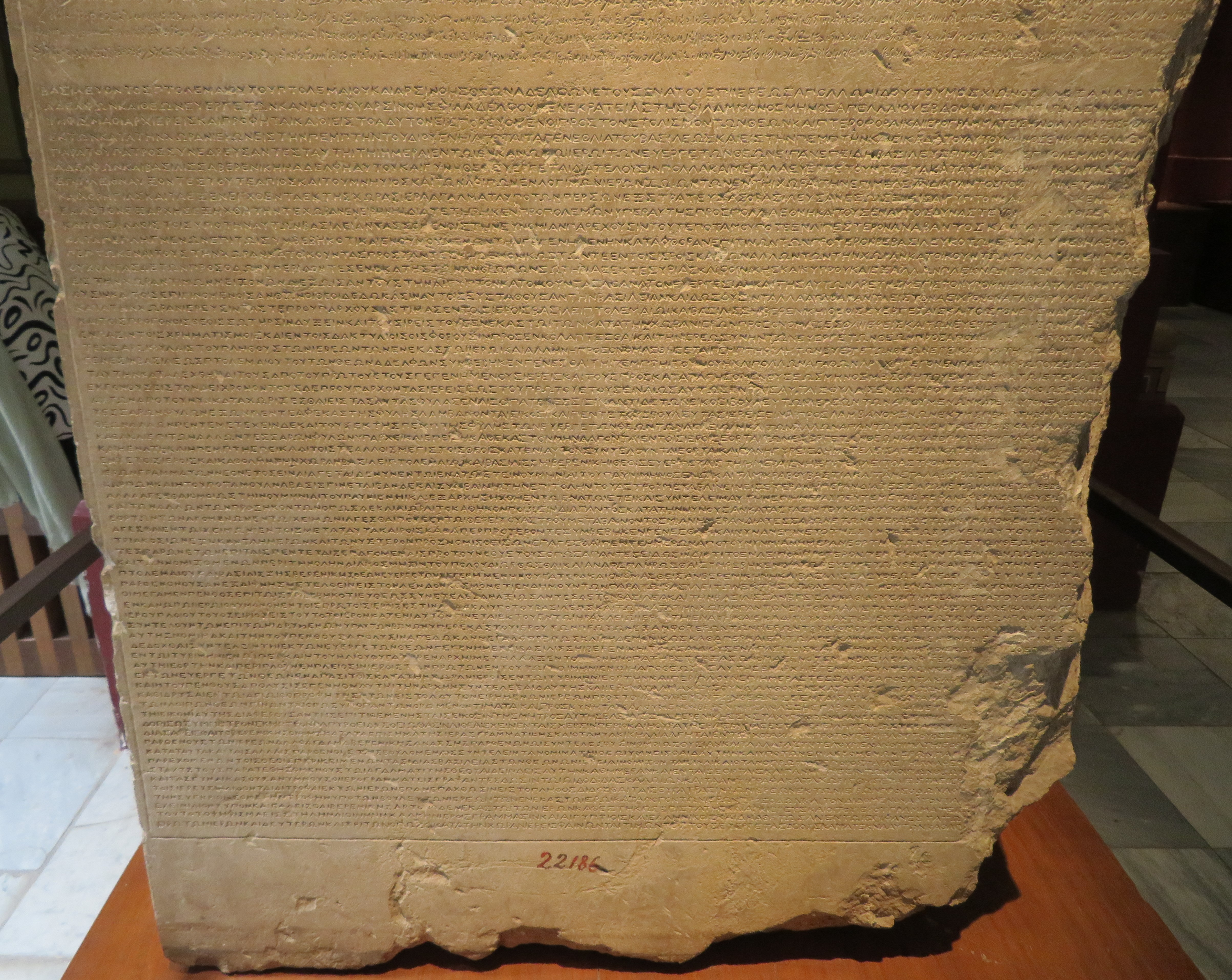
在埃及開羅的埃及博物館展出的克諾珀斯法令的底部。

## 來源
- Budge. The Rosetta Stone, E. A. Wallace Budge, (Dover Publications), (c) 1929, Dover edition (unabridged), 1989. (softcover, ISBN 0-486-26163-8)
- Pfeiffer, Stefan. Das Dekret von Kanopos (238 v. Chr.). Kommentar und historische Auswertung eines dreisprachigen Synodaldekretes der ägyptischen Priester zu Ehren Ptolemaios' III. und seiner Familie. Munich/Leipzig: K. G. Saur, 2004.
- Pfeiffer, Stefan. . Lit. 2015: 75–88. ISBN 978-3-643-13096-9.

## 外部連結
- The Canopus Decree （页面存档备份，存于）, Hieroglyphic version: full translation by E. A. Wallis Budge (about 1800 words; copied at attalus.org （页面存档备份，存于） )
- The Canopus Decree （页面存档备份，存于）, Greek version: full translation at attalus.org （页面存档备份，存于） )
- Stele of Canopus and the Rosetta Stone （页面存档备份，存于）